# جک دیزنی
جک دیزنی (انگلیسی: Jack Disney؛ زادهٔ ۱۵ ژوئن ۱۹۳۰) دوچرخه‌سوار اهل ایالات متحده آمریکا است. وی در
، ۱۹۶۴ و ۱۹۶۸ شرکت کرده است.